# Ioana Cristina Rotaru
Ioana Cristina Rotaru (Papuc înainte de căsătorie; n. 4 ianuarie 1984, Câmpulung Moldovenesc, Suceava, România) este o canotoare română, laureată cu aur la Atena 2004 și cu bronz la Beijing 2008. Este căsătorită cu fostul canotor Lucian Rotaru.

## Distincții
- Titlul de cetățean de onoare al municipiului Câmpulung Moldovenesc (2004)[4]
- Ordinul “Meritul Sportiv” clasa a III-a cu 2 barete (27 august 2008)[5]

## Legături externe
- Ioana Cristina Rotaru la Comitetul Olimpic și Sportiv Român (arhivat)
- en Ioana Cristina Rotaru la Olympedia.org